# Pterogenia flavicornis
Pterogenia flavicornis är en tvåvingeart som beskrevs av Frey 1930. Pterogenia flavicornis ingår i släktet Pterogenia och familjen bredmunsflugor. Inga underarter finns listade i Catalogue of Life.